# Гряда (заказник)
Гряда́ — лісовий заказник місцевого значення в Україні. Розташований у межах Львівського району Львівської області, між селом Гряда і смт Брюховичі. 
Площа 1149 га. Статус присвоєно 1984 року. Перебуває у віданні ДП «Львівський лісгосп» (Брюховицьке л-во, кв. 1-38). 
Основними завданнями заказника є: охорона, збереження і відтворення букових і буково-соснових лісів природного походження та цінних видів мисливської фауни; підтримка загального екологічного балансу в регіоні. З трав'яних рослин тут ростуть барвінок, медунка лікарська, маренка запашна, папороть, гравілат річковий, фіалка лісова, копитняк європейський, зеленчук жовтий, веснівка дволиста, звіробій та інші. 
Заказник являє собою лісовий масив, що розкинувся на мальовничих пагорбах Розточчя. Ліс простягається на понад 6 км, його максимальна ширина — бл. 2,5 км. З північного заходу і заходу він обмежений долиною річки Млинівки, з південного сходу — долиною річки Яричівки і потоку Брюхівчанки, з півдня прилягає до смт Брюховичі, а з північного сходу — до села Гряда. 
Пагорби масиву в багатьох місцях порізані ярами і балками, більшість з яких порослі лісом. У балках місцями спостерігаються виходи скельних порід; є джерела. Деякі балки сягають бл. 1 км завдовжки і мають численні розгалуження.
- Через близькість до населених пунктів, зокрема Львова та Брюхович, заказник регулярно потерпає від стихійних вирубок і крадіжок деревини.

## Галерея

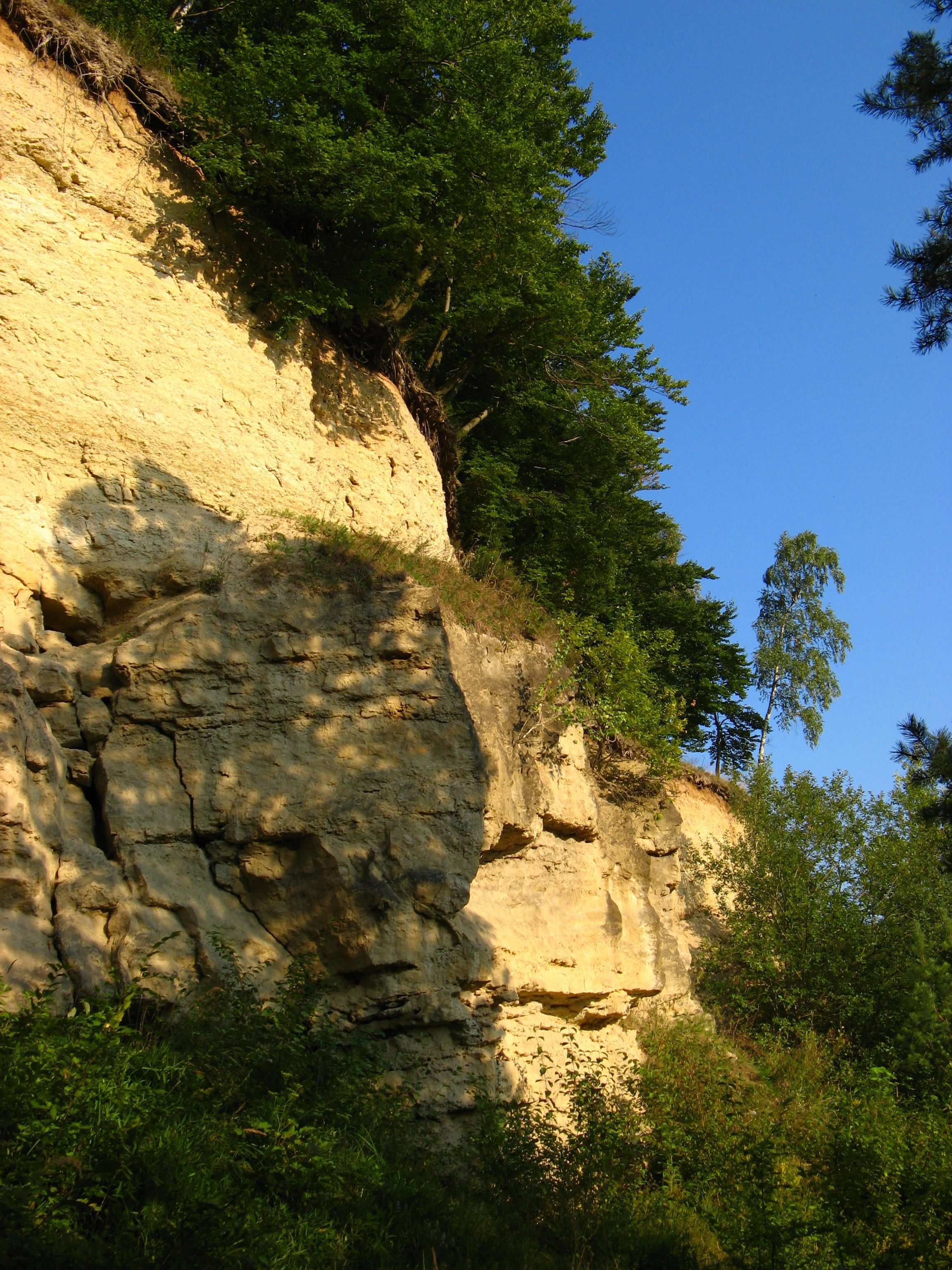
Скелі при західній частині заказника (біля села Бірки)
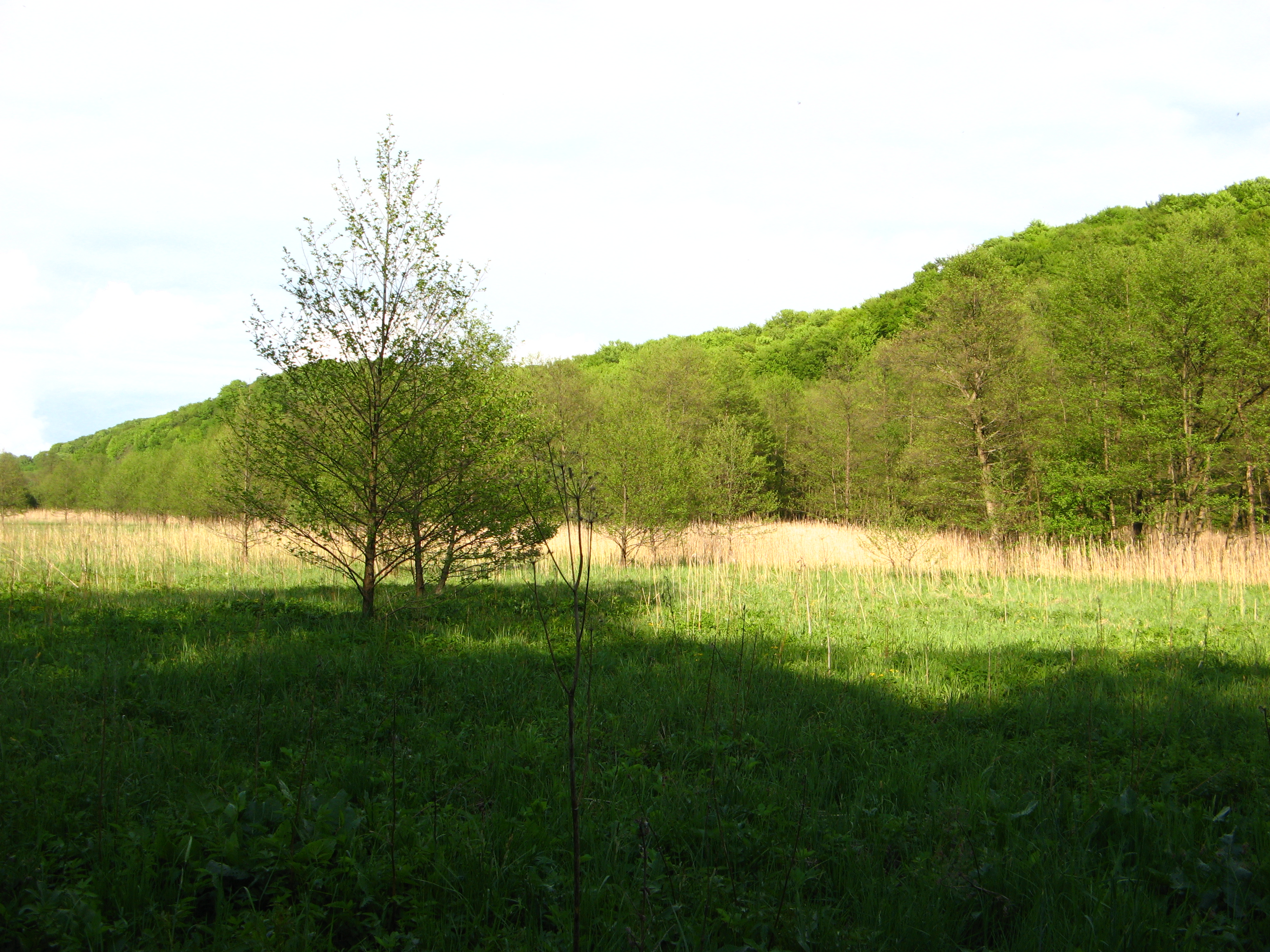
Північно-західна частина заказника і долина річки Млинівки
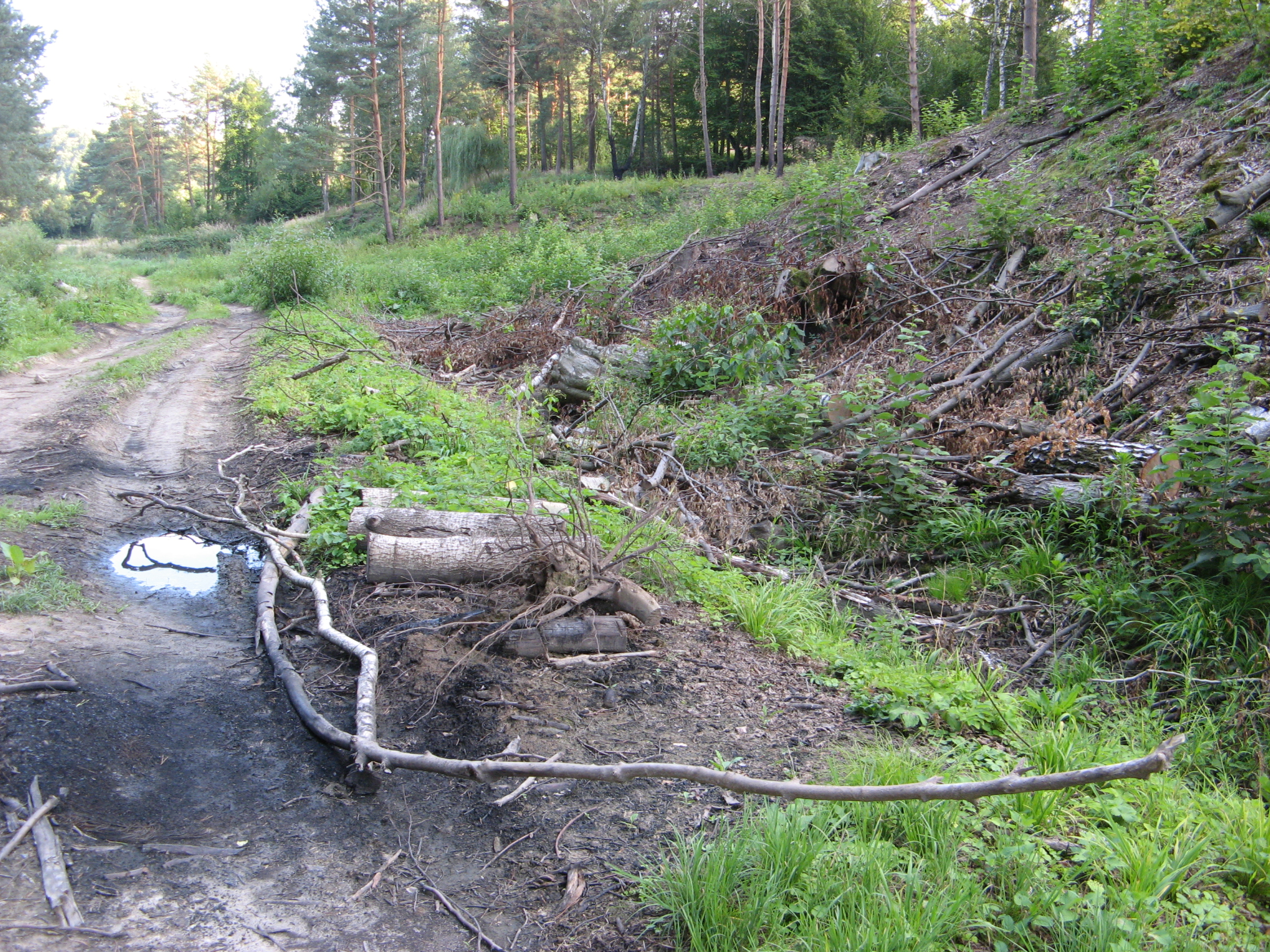
Нищення лісу в заказнику «Гряда» біля села Воля-Гомулецька (серпень, 2012 рік)